# Loßberg-Studie
Die Loßberg-Studie (auch: Operationsstudie Ost) war ein Operationsplan vom 15. September 1940 des Oberkommandos der Wehrmacht (OKW) für den Krieg gegen die Sowjetunion. Vom Oberkommando des Heeres (OKH) lag dagegen der von Erich Marcks am 5. August vorgelegte Operationsentwurf Ost vor. Beide flossen in Hitlers Weisung Nr. 21 „Fall Barbarossa“ ein.

## Entstehung
Die Studie entstand nach verbreiteter Auffassung auf Anweisung des Chefs des Wehrmachtführungsstabes im OKW Alfred Jodl, nachdem Hitler am 31. Juli 1940 den Chefs von OKW und OKH seinen Entschluss mitgeteilt hatte, die Sowjetunion anzugreifen.
Ausgearbeitet wurde sie vom Gruppenleiter Heer in der Abteilung Landesverteidigung im OKW Bernhard von Loßberg. Laut Kriegstagebuch des OKW trug Loßberg sie am 19. September Jodl vor. Der Stellvertreter Jodls Walter Warlimont bestreitet die Richtigkeit dieses Eintrages und behauptet, dass nach seiner Erinnerung erst Mitte November dieser Vortrag erfolgte. Außerdem sei das OKW überhaupt nicht in die Planung des Russlandfeldzuges involviert gewesen und diese Studie die „einzige Ausnahme“ gewesen. Ein im Bundesarchiv-Militärarchiv befindliche Mitteilung von Loßberg an Ernst Paulus vom September 1956 belegt jedoch, dass Loßberg bereits während des Aufenthalts im Führerhauptquartier Tannenberg in der Zeit vom 27. Juni bis 5. Juli 1940 mit den Vorplanungen betraut wurde und dass Loßbergs Gehilfe v. Trotha am 6. Juli 1940 den Auftrag erhielt, Russlandkarten für die detaillierte Vorplanung zu besorgen.
In seinen Erinnerungen verschwieg Loßberg die Studie. Der Text wurde erst durch den sowjetischen Historiker Lew A. Besymenski bekannt, der sie als Kopie in Beuteakten der Heeresgruppe Mitte fand und sie 1968, nach Loßbergs Tod, publizierte.

## Inhalt
Die Studie weist weitgehende Parallelen zum „Operationsentwurf Ost“ des OKH auf. Sie ging ebenso von der Annahme aus, dass die Rote Armee weder einen Angriff in den deutschen Aufmarsch hinein, noch einen Rückzug in die Tiefe des Raumes durchführen würde, sondern den Kampf im Grenzgebiet annähme. Den Schwerpunkt legte sie ebenso in den Norden des durch die Prypjatsümpfe deutlich in einen nördlich und südlich getrennten Operationsraums.
Im Gegensatz zu Marcks schlug sie im Norden zwei Heeresgruppen-Kommandos vor, mit Schwerpunkt der südlicheren, wie es auch später verwirklicht wurde (Heeresgruppe Nord, und Schwerpunkt bei Heeresgruppe Mitte). Vorgesehen war je nach Lage ein Eindrehen von Teilkräften nach Norden, um die dort stehenden sowjetischen Kräfte abzuschneiden.
Östlich der Prypjatsümpfe sollten dann beide Operationsgruppen auf erst dann festzusetzende Weise zusammenwirken und bis zur allgemeinen Linie Archangelsk-Gorki-Wolga-Don vorrücken. Außerdem schlug sie eine Operation auf Murmansk vor, später im Unternehmen Silberfuchs verwirklicht, und einen deutsch-finnischen Angriff aus Finnland heraus nach Leningrad. Der Plan legte Wert auf durch die Abwehr zu schürende innere Schwierigkeiten für die Sowjetregierung in der Ukraine. Beide Operationsentwürfe gingen davon aus, die Rote Armee vor Erreichen der Dnepr-Düna-Linie entscheidend schlagen zu können.